# Liratoniella bicarinata
Liratoniella bicarinata är en snäckart som beskrevs av Winston F. Ponder 1965. Liratoniella bicarinata ingår i släktet Liratoniella och familjen Eatoniellidae. Inga underarter finns listade i Catalogue of Life.